# Liste der Landesstraßen im Bezirk Braunschweig
Diese Liste der Landesstraßen im Bezirk Braunschweig ist eine Auflistung der Landesstraßen im zu Niedersachsen gehörenden ehemaligen Regierungsbezirk und heutigen statistischen Bezirk Braunschweig. Als Abkürzung für diese Landesstraßen dient die Abkürzung L. Die weiteren niedersächsischen Landesstraßen stehen auf den folgenden Seiten:
- Liste der Landesstraßen im Bezirk Hannover
- Liste der Landesstraßen im Bezirk Lüneburg
- Liste der Landesstraßen im Bezirk Weser-Ems

Die Bundesautobahnen und Bundesstraßen werden gestalterisch hervorgehoben.

## Liste
Der Straßenverlauf wird in der Regel von Nord nach Süd und von West nach Ost angegeben.
| Nr.   | Verlauf |
| ----- | --- |
| L 265 | (L 265 im Bezirk Lüneburg) – Bezirksgrenze – Bokel – Behren – |
| L 270 | (L 270 im Bezirk Lüneburg) – Bezirksgrenze – Stöcken – in Wittingen |
| L 280 | (L 280 im Bezirk Lüneburg) – Bezirksgrenze – Hagen – Sprakensehl – Masel – in Hankensbüttel |
| L 282 | (L 282 im Bezirk Lüneburg) – Bezirksgrenze – Steinhorst – / – … – in Wittingen – Landesgrenze – (L 8 in Sachsen-Anhalt) |
| L 283 | (L 283 im Bezirk Lüneburg) – Bezirksgrenze – Müden (Aller) – L 299 – Gerstenbüttel – Ettenbüttel – – L 320 in Leiferde |
| L 284 | (L 284 im Bezirk Lüneburg) – Bezirksgrenze – Ummern – – L 286 in Wesendorf |
| L 286 | L 284 in Wesendorf – Westerholz – Wahrenholz – Schönewörde – Vorhop – Knesebeck – Eutzen – in Wittingen |
| L 287 | – Zicherie – Landesgrenze – (L 23 in Sachsen-Anhalt) |
| L 288 | in Ohrdorf – Küstorf – Teschendorf – Schneflingen – Boitzenhagen – in Ehra |
| L 289 | – Sassenburg – Grußendorf – Lessien – in Ehra |
| L 290 | in Rühen – Brechtorf – Wolfsburg – L 291 – – L 322 – Hehlingen – Almke – Neindorf – L 294 – Klein Steimke – Ochsendorf – L 633 – Königslutter am Elm – – L 644 – L 652 – L 629 – Sambleben – L 625 in Schöppenstedt – … – in Schöppenstedt – Uehrde – Groß Winnigstedt – L 622 – in Mattierzoll |
| L 291 | in Barwedel – Tiddische – Hoitlingen – Velstove – L 290 in Wolfsburg |
| L 292 | – Isenbüttel – Calberlah – Allerbüttel – L 321 in Wolfsburg |
| L 293 | Bechtsbüttel – Bevenrode – Grassel – Essenrode – L 639 – L 321 |
| L 294 | in Wolfsburg – L 295 – Hattorf – Heiligendorf – Neindorf – L 290 – Rennau – L 297 – Rottorf – in Mariental |
| L 295 | L 294 in Wolfsburg – Lehre – Wendhausen – L 635 – L 639 – – Dibbesdorf – Volkmarode – L 633 – / in Braunschweig |
| L 297 | L 294 in Rennau – Barmke – L 644 in Emmerstedt |
| L 299 | L 283 in Müden (Aller) – in Ahnsen |
| L 320 | L 387 in Oelerse – Abbensen – Klein Oedesse – Oedesse – Edemissen – – Klein Blumenhagen – Alvesse – Hillerse – Leiferde – L 283 – Vollbüttel – Ribbesbüttel – Ausbüttel Nord – |
| L 321 | in Peine – Sophiental – Wendeburg – L 475 – Harvesse – Groß Schwülper – Rethen – Meine – Wedelheine – Allenbüttel – L 293 – Wettmershagen – Wolfsburg – L 292 – |
| L 387 | (L 387 im Bezirk Hannover) – Bezirksgrenze – Oelerse – L 320 – Bezirksgrenze – (L 387 im Bezirk Hannover) |
| L 411 | (L 411 im Bezirk Hannover) – Bezirksgrenze – Clauen – – Bezirksgrenze – (L 411 im Bezirk Hannover) |
| L 412 | (L 412 im Bezirk Hannover) – Bezirksgrenze – Vöhrum – Telgte – in Peine |
| L 413 | (L 413 im Bezirk Hannover) – Bezirksgrenze – – Equord – Klein Solschen – Groß Solschen – Adenstedt – Bezirksgrenze – (L 413 im Bezirk Hannover) |
| L 414 | in Ohof – Seershausen – Schulzentrum Meinersen – bei Ahnsen |
| L 466 | (L 466 im Bezirk Hannover) – Bezirksgrenze – Rhüden – / |
| L 472 | in Groß Lafferde – L 619 – Klein Lafferde – L 473 – Lengede – Broistedt – L 475 – Lebenstedt – Salder – L 636 – Gebhardshagen – L 670 – Engerode – in Salzgitter-Bad |
| L 473 | L 472 in Klein Lafferde – Bodenstedt – L 475 – Wierthe – Sonnenberg – Groß Gleidingen – Timmerlah – in Braunschweig |
| L 474 | (L 479 im Bezirk Hannover) – Bezirksgrenze – Berel – L 494 – Burgdorf – Burgdorf bei Osterlinde – Osterlinde – Westerlinde – |
| L 475 | (L 479 im Bezirk Hannover) – Bezirksgrenze – Barbecke – L 619 – Broistedt – L 472 – Vallstedt – L 615 – L 473 – Köchingen – Vechelde – Vechelade – Bortfeld – L 611 – Wendezelle – L 321 in Wendeburg                                                                                           |
| L 477 | in Clauen – Soßmar – Bierbergen – Bezirksgrenze – (L 477 im Bezirk Hannover) |
| L 479 | (L 479 im Bezirk Hannover) – Bezirksgrenze – |
| L 486 | (L 486 im Bezirk Hannover) – Bezirksgrenze – Dankelsheim – L 489 |
| L 487 | (L 487 im Bezirk Hannover) – Bezirksgrenze – Erzhausen – Bruchhof – Greene – – L 592 – Ippensen – Garlebsen – Volksen – Einbeck – |
| L 489 | (L 489 im Bezirk Hannover) – Bezirksgrenze – Gehrenrode – Altgandersheim – L 486 – Ackenhausen – in Dannhausen |
| L 494 | (L 494 im Bezirk Hannover) – Bezirksgrenze – Nordassel – L 474 |
| L 495 | – Adersheim – Halchter – L 615 – Wolfenbüttel – in Wendessen |
| L 496 | in Baddeckenstedt – Heere – Sehlde – L 498 – Neuwallmoden – Lutter am Barenberge – L 500 – – |
| L 498 | (L 498 im Bezirk Hannover) – Bezirksgrenze – L 496 – Sehlde – Ringelheim – Hohenrode – / |
| L 500 | (L 500 im Bezirk Hannover) – Bezirksgrenze – Bodenstein – Lutter am Barenberge – L 496 – – Ostlutter – Ostharingen – Othfresen – Heimerode – Liebenburg – L 510 – Neuenkirchen – / – … – in Stadt Hornburg – Landesgrenze – (L 91 in Sachsen-Anhalt)                                            |
| L 501 | in Oker – Göttingerode – Bündheim – Bad Harzburg – Eckertal – Landesgrenze – (L 85 in Sachsen-Anhalt) |
| L 504 | in Altenau – in Torfhaus |
| L 510 | – L 512 – Groß Mahner – Liebenburg – L 500 – Groß Döhren – Weddingen – Wöltingerode – Vienenburg – L 518 – – Landesgrenze – (L 89 in Sachsen-Anhalt) |
| L 511 | – Isingerode – Landesgrenze – (L 90 in Sachsen-Anhalt) – Landesgrenze – Wiedelah – / |
| L 512 | L 510 – Ohlendorf – Klein Flöthe – Heiningen – L 615 – Börßum – Kalme – Timmern – |
| L 513 | L 615 in Ohrum – Hedwigsburg – Kissenbrück – Groß Biewende – Klein Biewende – in Remlingen |
| L 515 | – Kunigunde – Bredelem – Langelsheim – Innerstetalsperre – L 516 – Lautenthal – Hüttschenthal – Wildemann – |
| L 516 | in Seesen – L 515 – Lautenthal – Bockswiese – in Kreuzeck |
| L 517 | in Clausthal-Zellerfeld – Oberschulenberg – Mittelschulenberg – |
| L 518 | in Oker – in Vienenburg |
| L 519 | in Sonnenberg – Sankt Andreasberg – L 520 – Oderberg – in Oderhaus |
| L 520 | L 519 in Sankt Andreasberg – Waldhaus – Wäschegrund – Silberhütte – L 521 – Sperrluttertal – in Odertal |
| L 521 | / in Herzberg am Harz – Sieber – L 520 in Silberhütte |
| L 523 | / in Osterode am Harz – Schwiegershausen – Wulften am Harz – Bilshausen – Bodensee – Krebeck – – … – / – L 574 in Landolfshausen |
| L 524 | – Bad Grund – Windhausen – |
| L 525 | / – Oldershausen – Wittershausen – Westerhof – Nienstedt am Harz – Förste – |
| L 526 | in Ildehausen – Kirchberg – in Münchehof |
| L 530 | in Herzberg am Harz – Pöhlde – Rhumspringe – Hilkerode – Duderstadt – L 531 – |
| L 531 | L 530 in Duderstadt – L 540 – Fuhrbach – Brochthausen – Landesgrenze – (L 1012 und L 1013 in Thüringen) – Landesgrenze – Bartolfelde – |
| L 533 | L 562 in Landwehrhagen – Benterode – L 563 in Uschlag |
| L 534 | (L 3392 in Hessen) – Landesgrenze – L 554 in Verliehausen |
| L 540 | L 531 in Duderstadt – Landesgrenze – (L 1011 in Thüringen) |
| L 544 | L 556 in Lenglern – in Bovenden |
| L 546 | (L 546 im Bezirk Hannover) – Bezirksgrenze – Lüthorst – Amelsen – Vardeilsen – Kohnsen – L 580 |
| L 547 | L 580 in Markoldendorf – Hoppensen – Seelzerthurm – Lauenberg – Fredelsloh – Lutterbeck – in Moringen |
| L 548 | L 549 in Dassel – Relliehausen – Eschershausen – in Uslar |
| L 549 | (L 549 im Bezirk Hannover) – Bezirksgrenze – Dassel – L 548 – L 580 |
| L 551 | in Amelith – Nienover – Polier – Bodenfelde – Landesgrenze – (L 561 in Hessen) |
| L 554 | in Uslar – Allershausen – Schoningen – Verliehausen – L 534 – Offensen – L 558 – Adelebsen – L 559 – Lödingsen – L 557 – Erbsen – Emmenhausen – L 555 – Lenglern – L 556 – / in Göttingen |
| L 555 | – Parensen – Harste – L 556 – L 554 |
| L 556 | – Gladebeck – Harste – L 555 – Lenglern – L 544 – L 554 |
| L 557 | – Ellierode – Hettensen – L 554 in Lödingsen |
| L 558 | L 554 – Landesgrenze – (L 763 in Hessen) |
| L 559 | L 554 – Güntersen – Imbsen – Dransfeld – Jühnde – L 564 |
| L 560 | L 561 in Hemeln – Ellershausen – Varlosen – |
| L 561 | (L 561 in Hessen) – Landesgrenze – Bursfelde – Glashütte – Hemeln – L 560 – in Gimte |
| L 562 | in Lutterberg – Landwehrhagen – L 533 – Landesgrenze – (L 562 in Hessen) |
| L 563 | (L 3237 in Hessen) – Landesgrenze – Uschlag – L 533 – Dahlheim – Landesgrenze – (L 3237 in Hessen) – Landesgrenze – Umschwang – Landesgrenze – (L 3237 in Hessen) |
| L 564 | in Stockhausen – Obernjesa – Dramfeld – Mariengarten – L 559 – Dahlenrode – Atzenhausen – Landesgrenze – (L 3468 in Hessen) – Landesgrenze – in Hedemünden |
| L 565 | (L 3238 in Hessen) – Landesgrenze – Mollenfelde – Landesgrenze – (L 3238 in Hessen) |
| L 566 | – Reckershausen – L 567 – Landesgrenze – (L 1001 in Thüringen) |
| L 567 | L 569 – Wöllmarshausen – Rittmarshausen – Kerstlingerode – Bischhausen – L 568 – Bremke – Ischenrode – Lichtenhagen – Ludolfshausen – Reiffenhausen – L 566 – Niedergandern – Landesgrenze – (L 3123 in Hessen)                                                                                 |
| L 568 | in Niedernjesa – Reinhausen – Bremke – L 567 – Elbickerode – Vogelsang – Landesgrenze – (L 1005 in Thüringen) |
| L 569 | in Göttingen – L 574 – Klein Lengden – Eichenkrug – Benniehausen – L 567 – Wöllmarshausen – 247n – Westerode – in Duderstadt |
| L 572 | – Immensen – Sülbeck – Drüber – Stöckheim – Hollenstedt – in Northeim |
| L 573 | in Göttingen – Rosdorf – in Mengershausen |
| L 574 | L 569 – Klein Lengden – Groß Lengden – Landolfshausen – L 523 – Seulingen – |
| L 580 | (L 580 im Bezirk Hannover) – Bezirksgrenze – Mackensen – L 549 in Dassel – … – L 548 in Relliehausen – Hilwartshausen – L 547 in Lauenberg – … – L 547 in Markoldendorf – Juliusmühle – L 546 – in Einbeck                                                                                      |
| L 590 | in Wenzen – Stroit – |
| L 592 | L 487 – Billerbeck – Opperhausen – |
| L 594 | (L 594 im Bezirk Hannover) – Bezirksgrenze – |
| L 600 | / in Braunlage – Brunnenbachsmühle – L 601 – Nullpunkt – L 602 in Zorge |
| L 601 | – L 600 – Wieda – L 604 – Walkenried – L 603 – Landesgrenze – (L 1014 in Thüringen) |
| L 602 | Landesgrenze – (L 97 in Sachsen-Anhalt) – Landesgrenze – Hohegeiß – Zorge – L 600 – Unterzorge – L 603 |
| L 603 | L 602 – Walkenried – L 601 – Kutzhütte – Neuhof – Tettenborn – L 604 – |
| L 604 | L 601 – Bad Sachsa – – … – L 603 in Tettenborn – Landesgrenze – (L 1014 in Thüringen) |
| L 614 | L 618 – Hoheweg – – Fümmelse – Wolfenbüttel – |
| L 615 | L 472 in Vallstedt – Alvesse – Üfingen – – L 618 – Steterburg – Thiede – Groß Stöckheim – Wolfenbüttel – L 614 – L 495 – Halchter – Bungenstedter Turm – Ohrum – L 513 – Dorstadt – Heiningen – L 512 – Werlaburgdorf – Schladen – /                                                            |
| L 618 | – Steterburg – L 614 |
| L 622 | in Hedeper – Wetzleben – Roklum – Groß Winnigstedt – L 290 – Klein Winnigstedt – Gevensleben – L 623 in Watenstedt |
| L 623 | in Schöppenstedt – Schliestedt – Warle – Barnstorf – Watenstedt – L 622 – Beierstedt – in Jerxheim Bahnhof |
| L 624 | in Söllingen – Landesgrenze – (L 77 in Sachsen-Anhalt) |
| L 625 | L 295 in Braunschweig – Riddagshausen – Hötzum – Sickte – L 631 – Neuerkerode – L 629 – Evessen – Schöppenstedt – L 290 – L 627 – |
| L 626 | – Frellstedt – Räbke – L 641 – L 652 – Brunsleberfeld – Eitzum – |
| L 627 | in Wolfenbüttel – Ahlum – L 630 – L 629 – Dettum – Bansleben – L 625 in Schöppenstedt |
| L 629 | L 627 – Volzum – L 625 – Lucklum – Erkerode – L 290 |
| L 630 | in Braunschweig – L 631 – Salzdahlum – L 627 in Ahlum |
| L 631 | in Cremlingen – Sickte – L 625 – L 630 – Salzdahlum – in Wolfenbüttel |
| L 633 | L 295 in Volkmarode – Schapen – Hordorf – L 635 – – Scheppau – Rieseberg – L 290 |
| L 635 | in Braunschweig – L 639 – Wendhausen – L 295 – Essehof – Hordorf – L 633 – / |
| L 636 | L 472 in Salder – Heerte – L 670 – in Barum |
| L 639 | L 293 in Essenrode – L 635 – Wendhausen – L 295 |
| L 640 | – Büddenstedt – in Schöningen (jetzt K 63 im Landkreis Helmstedt) |
| L 641 | – Lelm – L 626 – Räbke – Warberg – Kißleberfeld – in Esbeck |
| L 642 | in Helmstedt – L 644 in Helmstedt – L 643 – Bad Helmstedt – Landesgrenze – (L 20 in Sachsen-Anhalt) |
| L 643 | (Sachsen-Anhalt) – Landesgrenze – L 642 |
| L 644 | in Königslutter am Elm – Rottorf – Schickelsheim – Süpplingenburg – Emmerstedt – L 297 – Helmstedt (– Abzweig zur L 642) – – Bad Helmstedt – Landesgrenze – (L 20 in Sachsen-Anhalt) |
| L 647 | in Wolfsburg – Danndorf – Velpke – Meinkot – Mackendorf – Landesgrenze – (L 42 in Sachsen-Anhalt) |
| L 648 | – Bahrdorf – L 647 – Rickensdorf – in Querenhorst (jetzt K 62 im Landkreis Helmstedt) |
| L 651 | – Mariental-Horst – Grasleben – Landesgrenze – (L 43 in Sachsen-Anhalt) |
| L 652 | L 290 – Langeleben – L 626 – Schöppingen – Landesgrenze – (L 104 in Sachsen-Anhalt) |
| L 670 | in Baddeckenstedt – Groß Elbe – Gustedt – Gebhardshagen – L 472 – L 636 in Heerte |